# Евмей

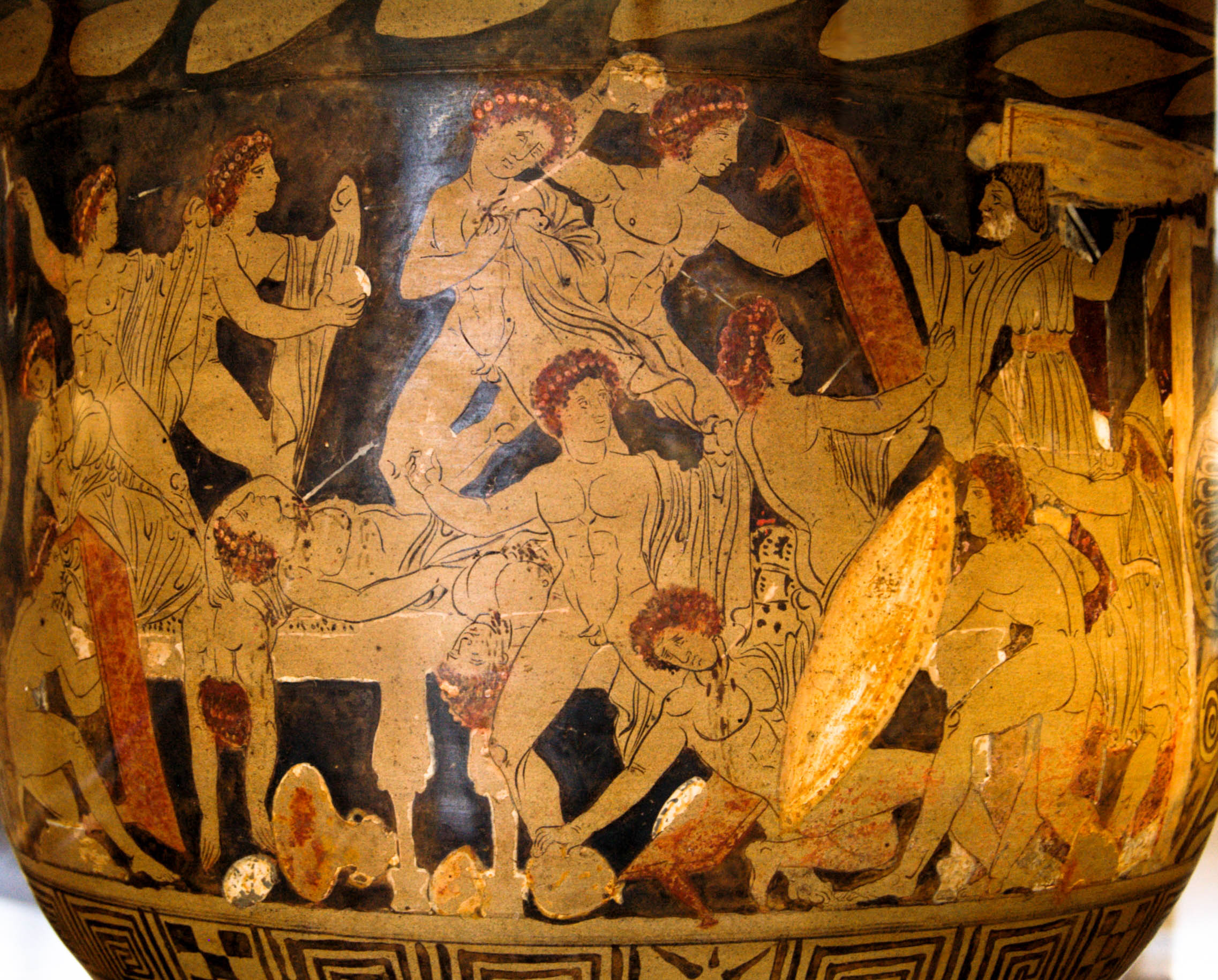
Побиття женихів Пенелопи Одісеєм, Телемахом та Евмеєм (праворуч). Сторона А від капуанського дзвін-кратера, близько 330 до н. е.

Евме́й (грец. Εύμαιος) — свинопас, вірний слуга Одіссея, що охороняв майно свого господаря протягом його відсутності. Повернувшись на Ітаку, Одіссей спочатку пішов до Евмея, а потім за його допомогою перебив усіх женихів Пенелопи.